# マラヤーリ

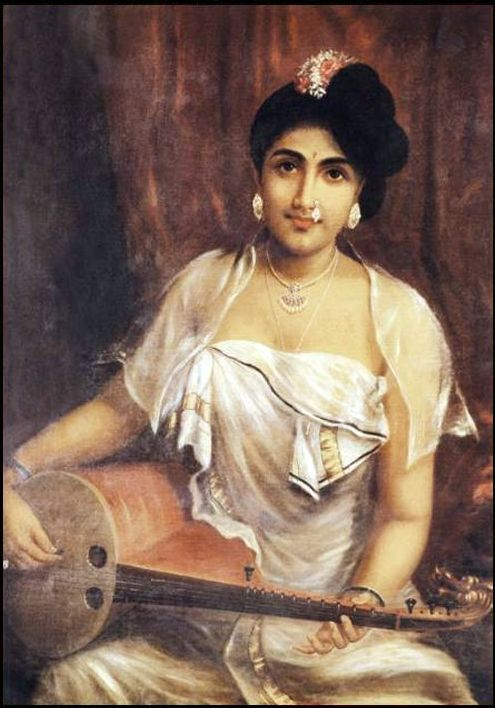
スワーバットを爪弾くマラヤーリの女性(ラヴィ・ヴァルマによる)

マラヤーリ (英語: Malayali, Malayalee, IPA: [mɐlɐjɐːɭi])またはケラライト (英語: Keralite)はインドのケララ州に起源をもつドラヴィダ人の一派である。彼らは主にマラヤーラム語を母語として話す。

## 人口と分布
2011年のインドの統計によれば、マラヤーリはケララ州人口の97%(約3,300万人)を占めている。その他、タミル・ナードゥ州のニーラギリ県やカンニヤークマリ県、カルナータカ州のダクシナ・カンナダ県やコダグ県、インドの主要な都市圏に少数のマラヤーリがいる。20世紀後半以降には、アラブ首長国連邦やバーレーン、サウジアラビア、オマーン、カタール、クウェートといった湾岸諸国、およびマレーシア、シンガポール、アメリカ合衆国、イギリス、オーストラリア、ニュージーランド、カナダといった先進国などでもマラヤーリのコミュニティが構築されている。2013年現在、世界全体で1,600万人のマラヤーリ人のエクスパットがいると推計されている。マレーシアでは、2020年推計でインド系の内12.5%(34.8万人)をマラヤーリが占めており、タミル人に次ぐ規模のインド系集団となっている。18歳から30歳のマレーシアのマラヤーリはマレーシアへの移民の3世から5世の子孫である。

## 語源
マラヤーリの言語であるマラヤーラムの語は「山」や「丘」を表すmalaと「土地」や「地方」という意味を持つalamを組み合わせた語とされる。ケララは中世のインド洋貿易の中でマラバルとして知られるようになった。中世のインド洋貿易以前から「マラバル」は現在のケララ州に加え、トゥル・ナードゥ、カンニヤークマリ県を表す語であった。そして、この地の人々はマラバル人として知られるようになった。東インド会社の到達以前は「マラバル」は「ケララ」と共に、現在のケララ州の地を表す語として使われていた。6世紀ごろのコスマス・インディコプレウステースの地形図ではMaleの語が見られ、アラブの船乗りらもこの語を使っていたという。 ビールーニー (973年–1048年)は「マラバル」の語を使った最初期の作家であり、 イブン・フルダーズベやアル・バラドゥーリもマラバルの港について言及している。ウィリアム・ローガン (作家)によれば、「マラバル」の語はマラヤーラム語のMala (丘の意味)とペルシア語またはアラビア語のBarr (国/大陸の意味)の合成語であるとしている。マラバル海岸の住民は「マラバーリ」として外国の貿易従事者に知られるようになった。マラバーリはマラヤーリと同義の語である。